# No desearás al vecino del quinto
No desearás al vecino del quinto  es una película hispano-italiana dirigida por Tito Fernández estrenada en 1970, obra cumbre del landismo.
La película fue estrenada con tan solo 35 copias y tuvo problemas debido a la censura franquista, consiguiendo convertirse en la película española más vista de la historia hasta el momento con 4.371.624 espectadores, superando a La ciudad no es para mí de Pedro Lazaga con Paco Martínez Soria como protagonista estrenada 4 años antes, y no siendo superada hasta 31 años después por Torrente 2, misión en Marbella.

## Sinopsis
En Toledo, una ciudad de provincias cercana a Madrid, Andreu, un apuesto ginecólogo, abre su consulta sin ningún éxito, ya que es demasiado atractivo para que los maridos y los novios de sus pacientes no sientan celos de él.
Mientras que el doctor Andreu fracasa rotundamente, el modista Antón, propietario de una boutique y con fama de afeminado debido a sus modales y a su perrita, hace que los maridos tengan la seguridad en él, dejando que sus mujeres hagan sus compras en su boutique.
El doctor Andreu se traslada a Madrid para asistir a una conferencia de ginecología y, arrastrado por sus compañeros, decide ir a un cabaret. Allí el doctor contempla asustado cómo Antón, su vecino del quinto, sin peluca y desplegando toda su oculta masculinidad, lo pasa bomba entre dos hermosas mujeres. Al ser descubierto, Antón le confiesa a Andreu que finge ser "marica" para no tener problemas con los maridos de sus clientas. Más tarde lo lleva a su apartamento dónde, a través de un telescopio, ligan con dos guapas azafatas del piso de enfrente. Poco después regresan a Toledo. Allí todo son habladurías y provocan el mismo comentario: ¿qué sucia amistad une al ginecólogo con el sensitivo modista?. 
Jacinta, la novia del doctor, se siente desesperada y dispuesta a entregarse a su novio antes de que éste se deje arrastrar por Antón, pero cuando llega a Madrid dispuesta a sacrificarse, se encuentra en el portal con una bellísima mujer repleta de hijos, que es nada más ni nada menos que la esposa de Antón. Al conocer Jacinta la verdad, ambas se confabulan, alquilan el piso de las azafatas y le dan a su novio y a su esposo un susto de muerte. A partir de aquí se resuelve el problema y, quizás, sus negocios pierdan algo de clientela pero su fama de gais jamás se perderá.

## Reparto
| Actor                    | Papel             |
| ------------------------ | ----------------- |
| Alfredo Landa            | Antón Gutiérrez   |
| Jean Sorel               | Pedro Andreu      |
| Ira von Fürstenberg      | Jacinta           |
| Isabel Garcés            | Socorro           |
| Margot Cottens           | Madre de Jacinta  |
| Adrián Ortega            | Luis              |
| Annabella Incontrera     | Matilde           |
| Guadalupe Muñoz Sampedro | Abuela de Jacinta |
| Franco Balducci          | Fred Corleone     |

## Contextualización
Ramón Fernández Álvarez, director de la película, nació en San Esteban de Pravia (Asturias) y murió el 9 de septiembre de 2006 en Ronda (Málaga) después de asistir a una corrida de toros.
El director plasma en sus películas las obsesiones del español medio de los años 60-70, desde la falta de dinero y la falta de sexo hasta el enfrentamiento entre el provincianismo y la modernidad, realizando películas muy taquilleras al puro estilo del cine comercial de la época. 
Dirigió 38 filmes y varias series de televisión como Cuéntame como pasó (TVE: 2001-), que recrea la vida de una familia de clase media en la España post-franquista. Otra de las series en las que dejó su firma fue Los ladrones van a la oficina (Antena 3: 1993-1997).
Consiguió un enorme éxito con la película “No desearás al vecino del quinto”, una de las comedias españolas más representativas del momento. También se encuentran en su filmografía películas dispares: policíacas, de espionaje y musicales como Rueda de sospechosos (1964), Siete minutos para morir (1971), Las aventuras de Enrique y Ana (1981) o ¡¡¡A tope!!! (1984).
Sus producciones solían ser de bajo presupuesto y, normalmente, rodadas en tiempo insuficiente. “No desearás al vecino del quinto” costó 17 millones de pesetas, pero su recaudación oficial estuvo en torno a la cifra de 177 millones, todo un logro para el cine español. Su contenido se acerca al contexto social de la época, en un momento de descomposición moral de la sociedad. “No desearas al vecino del quinto” acabó siendo un éxito en taquilla, solo superado 31 años después por “Torrente 2: Misión en Marbella” (Santiago Segura).
Al morir Franco, el cine español sufre una crisis comercial que Ramón Fernández (en ocasiones firmando como Tito Fernández) sabe remontar con películas como Las mujeres de Jeremías (1981), De hombre a hombre (1985) y La chica de la piscina (1987).
El protagonista, Alfredo Landa, creó un subgénero cinematográfico llamado landismo, en el que plasmó un determinado tipo de español machista, fanfarrón y reprimido. Esta película es la más representativa e imitada del landismo, que fue lo que dio pie al término para referirse a comedias eróticas, tal y como se llamaban a las comedias ligeras y un poco subidas para la época. Curiosamente el actor, coincidiendo con su gran éxito expresó su disgusto con ella, reconociendo que intentó evitar actuar pero no tuvo otro remedio porque había firmado el contrato.

## Breve análisis
No desearás al vecino del quinto gira alrededor de las relaciones sexuales, proponiendo su particular visión del ”macho ibérico”. La idea del hombre y la mujer desde el prisma de sus dimensiones eróticas y morales es una de los temas centrales del filme que, además, se sitúa con premeditación en un contexto de choque de valores entre la tradición y la modernidad, así como entre la provincia y la capital.
La narración se sitúa alrededor del enunciado central que Jacinta da al médico, que recibe a su marido con la siguiente reflexión: “hoy en día vivir en una capital de provincia es difícil, ¿sabe?”. Todo se complica, se vive pendiente de los demás, el aire moderno contrasta con los viejos prejuicios.
Las antiguas tradiciones se mezclan con tendencias revolucionarias, así es posible que un ginecólogo guapo sea odiado por los varones, mientras que un tipo que se comporta con demasiado amaneramiento suscita gran confianza.
En un principio, No desearás al vecino del quinto propone una caricatura crítica de unos principios anticuados y prejuiciosos, pero el discurso de la misma es muy distinto, ya que su honor se basa exactamente en esos valores.
La figura masculina está caracterizada por un permanente e insatisfecho deseo sexual, considerándolo propio de lo español. La referencia a lo autóctono es reiterativa, ya que Antón y Pedro se presentan ante sus víctimas con capotes de toreo y organizan fiestas flamencas con abundante jamón.
Los tópicos son tan interesantes como imposibles de resistir para las jóvenes extranjeras, vistas como objeto en todo momento. Es muy ilustrativa la escena en la que el doctor Andreu descubre a su vecino besándose con un par de rubias y éste empuja a una de ellas mientras grita: “toma ésta es para ti”.
Ellas, generalmente extranjeras, llamadas “criaturas” por parte de Antón, se muestran siempre encantadas en su papel de codiciadas y atractivas presas de caza para el hombre nativo español. Este carácter choca con el de la mujer española, representada por Jacinta, controladora y posesiva; tiene muy claro los límites del noviazgo, pero cuando se ve convencida de la homosexualidad de Pedro, se plantea perder su virginidad para curar a su amado, quien la rechaza de inmediato diciendo: “Contigo, no”. Y es que con ella no debe mantener relaciones sexuales hasta pasar por el altar, así se mantiene el romanticismo decente obligatorio cuando se trata de la novia con la que lleva varios años preparando su futuro matrimonio.
La obra también contiene una comicidad de tintes homófobos: continuamente se liga la homosexualidad con la “enfermedad” y con la esfera de lo “anormal”, de ahí la exageración de las formas de conducta. No se puede pasar por alto que, en realidad, no hay homosexual alguno en la película, más bien todo lo contrario, el español que se hace pasar por ello es, en realidad, un heterosexual con un currículum amoroso impresionante, que esconde en su aparente homosexualidad su incontrolable pasión por las mujeres.
Hay que destacar que los personajes no tienen una psicología muy matizada, sino que responden a arquetipos. Por otro lado, la planificación, el vestuario y la puesta en escena se ponen al servicio del personal que se encuentra al otro lado de la pantalla.  Las posiciones de la cámara adoptan ángulos contrapicados con encuadres que potencian el atractivo de los muslos femeninos, sugiriendo pero sin mostrar. No es extraño por ello que Antón y Andreu utilicen para sus conquistas un telescopio con el que pueden controlar desde su ventana la habitación de las azafatas europeas con las que después se divierten.
No desearás al vecino del quinto iguala a las mujeres, tanto foráneas como españolas, al mostrar sus cuerpos que exhiben sin cortapisas; algo que hasta Jacinta comenta dentro de una escena, en la que señala sus extremidades y dice: “esto es una pierna fenomenal”. No obstante, esta comedia costumbrista de colores alegres, espacios interiores y tono ligero, establece nítidas diferencias entre unas y otras como parte del juego de oposición al que sumar los contrastes urbe/provincia y modernidad/tradición, saldados en este caso con la perpetuación de los tópicos. 

## Recepción
A pesar de que se estrenó con tan solo 35 copias y tuvo problemas con la censura franquista (que rechazó los primeros títulos que se barajaron, como "Es cosa de hombres", "Ama a tu prójimo y verás" o "Yo engaño sin daño"), se convirtió en uno de los grandes éxitos del cine español de todos los tiempos, aunque ha quedado muy desfasada por el paso de los años. 
Inicialmente la película pasó sin pena ni gloria por Madrid, pero su triunfo en Sevilla y Barcelona provocó que se fijara una nueva presentación en Madrid, momento en el que llegó su verdadero éxito, con 4.371.624 espectadores que pasaron por taquilla. 